# Buraco negro primordial

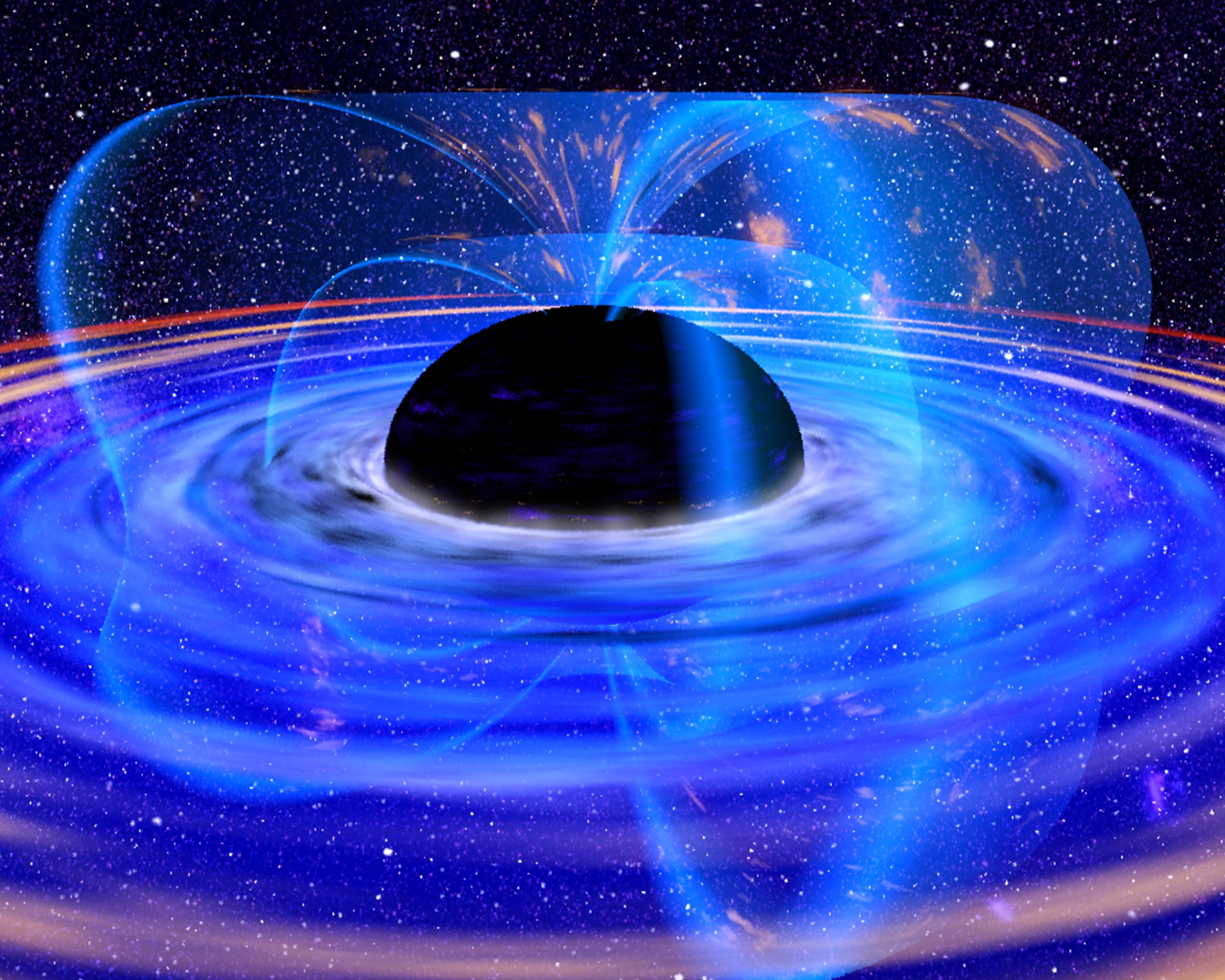
Imagem de um buraco negro, em concepção artística da NASA

Um buraco negro primordial é um tipo de buraco negro hipotético que seria formado não pelo colapso gravitacional de uma estrela, mas pela extrema densidade da matéria presente durante a expansão inicial do universo.
De acordo com o modelo do Big Bang quente, também chamado de modelo cosmológico padrão, durante os primeiros poucos momentos após o Big Bang, a pressão e a temperatura eram extremamente altas. Sob estas condições, pequenas flutuações na densidade da matéria podem ter resultado em regiões com densidade suficientemente alta para criar buracos negros. Embora muitas das regiões de alta densidade devam ter se dispersado rapidamente pela expansão do universo, um buraco negro primordial poderia ser estável, persistindo até o presente.

## Possível detecção
Um meio de se detectar buracos negros primordiais é por sua radiação Hawking. Todos os buracos negros acredita-se emitirem radiação Hawking a taxa inversamente proporcional a sua massa. Desde que esta emissão consequentemente decresce sua massa, buracos negros com massa muito pequena irão experimentar consequente "evaporação", criando uma massiva erupção de radiação. Um buraco negro regular (de aproximadamente 3 massas solares) não pode perder toda sua massa dentro do tempo de vida do universo (eles tomariam aproximadamente 1060 anos para fazer isto). Entretanto, desde que buracos negros primordiais não sejam formados por colapsos de núcleos estelares, eles podem ser de qualquer tamanho. Um buraco negro com uma massa de aproximadamente 1012 kg deveria ter um tempo de vida aproximadamente igual à idade do universo. Se tais buracos negros de baixa massa foram criados em número suficiente no Big Bang, eles deveriam estar aptos a serem observados explodindo hoje nas vizinhanças da Via Láctea. O telescópio espacial Fermi da NASA, lançado em 2008, foi projetado para pesquisar por tais buracos negros primordiais em "evaporação". Entretanto, se a teoria de Stephen Hawking não existir de fato, tais buracos negros primordiais serão de extremamente difícil, se não impossível, detecção no espaço devido a seu pequeno tamanho e ausência de grande influência gravitacional. Tem-se sugerido que um pequeno buraco negro passando através da Terra produziria um sinal acústico detectável. Por causa de seu pequeno diâmetro, e relativamente alta velocidade (~0.5 c), tais buracos negros primordiais iriam simplesmente transitar pela terra virtualmente desimpedidos com somente alguns impactos nos núcleons, deixando o planeta sem efeitos nocivos.
Em agosto de 2016, uma equipe japonesa de astrofísicos relatou que os buracos negros do LIGO podem ser primordiais, e que, em caso afirmativo, eles poderiam ser uma parcela da matéria escura do universo. Cientistas da Universidade Johns Hopkins confirmaram que a taxa estimada das fusões dos buracos negros correspondem com o valor esperado de matéria escura em um buraco negro primordial. Os pesquisadores afirmam que os buracos negros primordiais poderiam explicar apenas uma pequena fração da matéria escura.

## Implicações
A "evaporação" de buracos negros primordiais tem sido sugerida como uma possível explicação para as erupções de raios gama. Esta explicação é, entretanto, considerada inadequada. Outros problemas para a existência de tais buracos negros primordiais têm sido sugeridos, incluindo o problema da matéria escura, o problema da parede de domínio cosmológica e o problema do monopolo magnético cosmológico.
Mesmo se estes problemas não forem resolvidos, o baixo número de buracos negros primordiais (eles nunca foram verdadeiramente detectados) irá ajudar os cosmólogos a estabelecer limitações sobre o espectro de flutuações da densidade no universo inicial.

## Teoria das cordas
A teoria da relatividade geral prediz que os menores buracos negros primordiais deveriam "evaporar" na atualidade, mas se há uma quarta dimensão espacial — como previsto pela teoria das cordas — ele deveriam afetar como a gravidade atua em pequenas escalas e "reduziria a evaporação substancialmente." Isto significaria que haveria alguns milhares de buracos negros em nossa galáxia. Para testar esta teoria, a NASA colocou o telescópio espacial Fermi em órbita no dia 11 de junho de 2008. Se ele observar padrões específicos de pequenas interferências dentro das erupções de raios gama; seria a primeira evidência indireta dos buracos negros primordiais e da teoria das cordas.